# Katona József Színház
El Katona József Színház (Teatre József Katona) és un teatre de Budapest (Hongria), situat al barri de Belváros, al 5è Districte d'aquesta ciutat. És un dels teatres més famosos de Budapest de companyies de teatre independent, que també surt regularment a l'exterior (en ciutats com París, Londres i Chicago). El teatre-auditori compta en 400 seients i ofereix regularment produccions modernes i innovadores, mentre que la sala petita se centra en escriptors clàssics com Goethe. El nom del teatre és en honor de l'escriptor József Katona.